# Probolomyrmex dammermani
Probolomyrmex dammermani es una especie de hormiga del género Probolomyrmex, tribu Probolomyrmecini, familia Formicidae. Fue descrita científicamente por Wheeler en 1928.
Se distribuye por la región indomalaya: Indonesia, Filipinas y Tailandia.